# Formel 1-VM 1975
Formel 1-VM 1975 hade 14 deltävlingar som kördes under perioden 12 januari-5 oktober. Förarmästerskapet vanns av österrikaren Niki Lauda och konstruktörsmästerskapet av Ferrari.

## Vinnare
- Förare:  Niki Lauda, Österrike, Ferrari
- Konstruktör:  Ferrari, Italien

## Grand Prix 1975
| Grand Prix                 | Datum       | Bana           | Vinnande förare! Vinnande stall | Vinnande tillverkare |              |   |
| -------------------------- | ----------- | -------------- | ------------------------------- | -------------------- | ------------ | - |
| Argentinas Grand Prix      | 12 januari  | Buenos Aires   | Emerson Fittipaldi              | McLaren              | McLaren-Ford | * |
| Brasiliens Grand Prix      | 26 januari  | Interlagos     | Carlos Pace                     | Brabham              | Brabham-Ford | * |
| Sydafrikas Grand Prix      | 1 mars      | Kyalami        | Jody Scheckter                  | Tyrrell              | Tyrrell-Ford | * |
| Spaniens Grand Prix        | 27 april    | Montjuic       | Jochen Mass                     | McLaren              | McLaren-Ford | * |
| Monacos Grand Prix         | 11 maj      | Monte Carlo    | Niki Lauda                      | Ferrari              |              | * |
| Belgiens Grand Prix        | 25 maj      | Zolder         | Niki Lauda                      | Ferrari              |              | * |
| Sveriges Grand Prix        | 8 juni      | Anderstorp     | Niki Lauda                      | Ferrari              |              | * |
| Nederländernas Grand Prix  | 22 juni     | Zandvoort      | James Hunt                      | Hesketh              | Hesketh-Ford | * |
| Frankrikes Grand Prix      | 6 juli      | Paul Ricard    | Niki Lauda                      | Ferrari              |              | * |
| Storbritanniens Grand Prix | 19 juli     | Silverstone    | Emerson Fittipaldi              | McLaren              | McLaren-Ford | * |
| Tysklands Grand Prix       | 3 augusti   | Nürburgring    | Carlos Reutemann                | Brabham              | Brabham-Ford | * |
| Österrikes Grand Prix      | 17 augusti  | Österreichring | Vittorio Brambilla              | March                | March-Ford   | * |
| Italiens Grand Prix        | 7 september | Monza          | Clay Regazzoni                  | Ferrari              |              | * |
| USA:s Grand Prix           | 5 oktober   | Watkins Glen   | Niki Lauda                      | Ferrari              |              | * |

## Grand Prix utanför VM 1975
| Grand Prix /Race          | Datum      | Bana          | Vinnande förare! Vinnande stall | Vinnande tillverkare |             |
| ------------------------- | ---------- | ------------- | ------------------------------- | -------------------- | ----------- |
| Race of Champions         | 16 mars    | Brands Hatch  | Tom Pryce                       | Shadow               | Shadow-Ford |
| BRDC International Trophy | 13 april   | Silverstone   | Niki Lauda                      | Ferrari              |             |
| Schweiz Grand Prix        | 24 augusti | Dijon-Prenois | Clay Regazzoni                  | Ferrari              |             |

## Stall, nummer och förare 1975
| Stall/Tillverkare                   | Nummer     | Förare                           |
| ----------------------------------- | ---------- | -------------------------------- |
| Blignaut (Tyrrell-Ford)             | 32         | Ian Scheckter, Sydafrika         |
| Brabham-Ford                        | 7          | Carlos Reutemann, Argentina      |
| Brabham-Ford                        | 8          | Carlos Pace, Brasilien           |
| BRM                                 | 14         | Mike Wilds, Storbritannien       |
| BRM                                 | 14         | Bob Evans, Storbritannien        |
| Ensign-Ford                         | 19, 31     | Gijs van Lennep, Nederländerna   |
| Ensign-Ford                         | 31, 32     | Chris Amon, Nya Zeeland          |
| Ensign-Ford                         | 31, 33     | Roelof Wunderink, Nederländerna  |
| Ferrari                             | 11         | Clay Regazzoni, Schweiz          |
| Ferrari                             | 12         | Niki Lauda, Österrike            |
| Fittipaldi-Ford                     | 30         | Wilson Fittipaldi, Brasilien     |
| Fittipaldi-Ford                     | 30         | Arturo Merzario, Italien         |
| Harry Stiller Racing (Hesketh-Ford) | 25, 26     | Alan Jones, Australien           |
| Hesketh-Ford                        | 24         | James Hunt, Storbritannien       |
| Hesketh-Ford                        | 25         | Brett Lunger, USA                |
| Hill (Lola-Ford & Hill-Ford)        | 22, 23     | Graham Hill, Storbritannien      |
| Hill (Lola-Ford & Hill-Ford)        | 22, 23     | Rolf Stommelen, Tyskland         |
| Hill (Lola-Ford & Hill-Ford)        | 22, 23     | François Migault, Frankrike      |
| Hill (Lola-Ford & Hill-Ford)        | 22         | Vern Schuppan, Australien        |
| Hill (Lola-Ford & Hill-Ford)        | 22         | Alan Jones, Australien           |
| Hill (Lola-Ford & Hill-Ford)        | 23         | Tony Brise, Storbritannien       |
| Lotus-Ford                          | 5          | Ronnie Peterson, Sverige         |
| Lotus-Ford                          | 6          | Jacky Ickx, Belgien              |
| Lotus-Ford                          | 6          | Jim Crawford, Storbritannien     |
| Lotus-Ford                          | 6          | John Watson, Storbritannien      |
| Lotus-Ford                          | 6, 15      | Brian Henton, Storbritannien     |
| Lyncar-Ford                         | 32         | John Nicholson, Nya Zeeland      |
| Maki-Ford                           | 35         | Hiroshi Fushida, Japan           |
| Maki-Ford                           | 35         | Tony Trimmer, Storbritannien     |
| March-Ford                          | 9          | Vittorio Brambilla, Italien      |
| March-Ford                          | 10         | Hans-Joachim Stuck, Tyskland     |
| March-Ford                          | 10, 29     | Lella Lombardi, Italien          |
| McLaren-Ford                        | 1          | Emerson Fittipaldi, Brasilien    |
| McLaren-Ford                        | 2          | Jochen Mass, Tyskland            |
| Parnelli-Ford                       | 27         | Mario Andretti, USA              |
| Penske-Ford                         | 28         | Mark Donohue, USA                |
| Penske-Ford                         | 28         | John Watson, Storbritannien      |
| Polar Caravans (Hesketh-Ford)       | 25, 32     | Torsten Palm, Sverige            |
| Scuderia Scribante (McLaren-Ford)   | 31         | Dave Charlton, Sydafrika         |
| Shadow (Shadow-Ford & Shadow-Matra) | 16         | Tom Pryce, Storbritannien        |
| Shadow (Shadow-Ford & Shadow-Matra) | 17         | Jean-Pierre Jarier, Frankrike    |
| Surtees-Ford                        | 18         | John Watson, Storbritannien      |
| Surtees-Ford                        | 19         | Dave Morgan, Storbritannien      |
| Team Gunston (Lotus-Ford)           | 33         | Eddie Keizan, Sydafrika          |
| Team Gunston (Lotus-Ford)           | 34         | Guy Tunmer, Sydafrika            |
| Tyrrell-Ford                        | 3          | Jody Scheckter, Sydafrika        |
| Tyrrell-Ford                        | 4          | Patrick Depailler, Frankrike     |
| Tyrrell-Ford                        | 15         | Jean-Pierre Jabouille, Frankrike |
| Tyrrell-Ford                        | 15         | Michel Leclère, Frankrike        |
| Williams-Ford                       | 20         | Arturo Merzario, Italien         |
| Williams-Ford                       | 20         | Damien Magee, Storbritannien     |
| Williams-Ford                       | 20         | Ian Scheckter, Sydafrika         |
| Williams-Ford                       | 20         | François Migault, Frankrike      |
| Williams-Ford                       | 20         | Ian Ashley, Storbritannien       |
| Williams-Ford                       | 20         | Jo Vonlanthen, Schweiz           |
| Williams-Ford                       | 20         | Renzo Zorzi, Italien             |
| Williams-Ford                       | 20         | Lella Lombardi, Italien          |
| Williams-Ford                       | 21         | Jacques Laffite, Frankrike       |
| Williams-Ford                       | 21         | Tony Brise, Storbritannien       |
| Williams-Ford                       | 21         | Ian Scheckter, Sydafrika         |
| Warsteiner Brewery (Hesketh-Ford)   | 25, 32, 34 | Harald Ertl, Österrike           |

## Slutställning förare 1975
| Placering | Förare! Stall      | Konstruktör | Poäng                      |      |
| --------- | ------------------ | ----------- | -------------------------- | ---- |
| 1         | Niki Lauda         | Ferrari     |                            | 64,5 |
| 2         | Emerson Fittipaldi | McLaren     | McLaren-Ford               | 45   |
| 3         | Carlos Reutemann   | Brabham     | Brabham-Ford               | 37   |
| 4         | James Hunt         | Hesketh     | Hesketh-Ford               | 33   |
| 5         | Clay Regazzoni     | Ferrari     |                            | 25   |
| 6         | Carlos Pace        | Brabham     | Brabham-Ford               | 24   |
| 7         | Jody Scheckter     | Tyrrell     | Tyrrell-Ford               | 20   |
| 8         | Jochen Mass        | McLaren     | McLaren-Ford               | 20   |
| 9         | Patrick Depailler  | Tyrrell     | Tyrrell-Ford               | 12   |
| 10        | Tom Pryce          | Shadow      | Shadow-Ford                | 8    |
| 11        | Vittorio Brambilla | March       | March-Ford                 | 6,5  |
| 12        | Jacques Laffite    | Williams    | Williams-Ford              | 6    |
| 13        | Ronnie Peterson    | Lotus       | Lotus-Ford                 | 6    |
| 14        | Mario Andretti     | Parnelli    | Parnelli-Ford              | 5    |
| 15        | Mark Donohue       | Penske      | Penske-Ford & March-Ford   | 4    |
| 16        | Jacky Ickx         | Lotus       | Lotus-Ford                 | 3    |
| 17        | Alan Jones         | Hill        | Hill-Ford                  | 2    |
| 18        | Jean-Pierre Jarier | Shadow      | Shadow-Ford & Shadow-Matra | 1,5  |
| 19        | Tony Brise         | Hill        | Hill-Ford                  | 1    |
| 20        | Gijs van Lennep    | Ensign      | Ensign-Ford                | 1    |
| 21        | Lella Lombardi     | March       | March-Ford                 | 0,5  |

## Slutställning konstruktörer 1975
| Placering | Konstruktör     | Poäng |
| --------- | --------------- | ----- |
| 1         | Ferrari         | 72,5  |
| 2         | Brabham-Ford    | 54    |
| 3         | McLaren-Ford    | 53    |
| 4         | Hesketh-Ford    | 33    |
| 5         | Tyrrell-Ford    | 25    |
| 6         | Shadow-Ford     | 9,5   |
| 7         | Lotus-Ford      | 9     |
| 8         | March-Ford      | 7,5   |
| 9         | Williams-Ford   | 6     |
| 10        | Parnelli-Ford   | 5     |
| 11        | Hill-Ford       | 3     |
| 12        | Penske-Ford     | 2     |
| 13        | Ensign-Ford     | 1     |
| 14        | Surtees-Ford    | 0     |
| =         | BRM             | 0     |
| =         | Fittipaldi-Ford | 0     |
| =         | Lola-Ford       | 0     |
| =         | Shadow-Matra    | 0     |
| =         | Lyncar-Ford     | 0     |
| =         | Maki-Ford       | 0     |